# Salvador Farfán
Salvador Farfán, né le 22 juin 1932 au Mexique et mort le 7 mars 2023, est un joueur de football international mexicain, qui évoluait au poste de milieu de terrain.

## Biographie

### Carrière en club
Salvador Farfán joue en faveur du Club América et du  CF Atlante.

### Carrière en sélection
Avec l'équipe du Mexique, il joue 2 matchs (pour aucun but inscrit) en 1961. 
Il figure dans le groupe des sélectionnés lors de la Coupe du monde de 1962. Il ne joue aucun match lors de la phase finale de cette compétition, mais dispute toutefois deux rencontres face au Paraguay comptant pour les tours préliminaires du mondial.